# Покрајина Алмерија
Покрајина Алмерија (шп. Provincia de Almería) се налази на јужној обали Шпаније, у аутономној заједници Андалузији. Главни град покрајине је истоимени град, Алмерија. Јужна граница јој је Средоземно море, а од осталих граничи се са покрајинама Гранада и Мурсија.
Заузима површину од 8.774,87 km². Према попису из 2006. године, има 635.850 становника од којих 190.013 живи у главном граду Алмерији.
У покрајини Алмерија се налази 101 општина.

## Географија
Највиши планински венац у покрајини чини Сијера де Лос Филабрес. У Алмерији се налази један од најсувљих предела Европе — Национални парк Кабо ди Гата-Нихар. Предели подсећају на пустиње у западном делу САД, те су у Алмерији снимани бројни филмови жанра Вестерн. Главна река је Андаракс.

## Демографија

### Највеће општине према броју становника
| Општина              | Становништво (2005) |
| -------------------- | ------------------- |
| Алмерија             | 190.013             |
| Ехидо                | 80.987              |
| Рокетас де Мар       | 77.423              |
| Нихар                | 26.126              |
| Адра                 | 23.880              |
| Викар                | 21.515              |
| Уерсал-Овера         | 16.834              |
| Берха                | 15.001              |
| Уерсал де Алмерија   | 13.990              |
| Вера                 | 13.473              |
| Куевас дел Алманзора | 12.596              |
| Албокс               | 11.427              |

Петину становништва чине странци. Странаца има 130.149 и већина их је из Марока, Румуније и Уједињеног Краљевства.